# Herbert Westermark

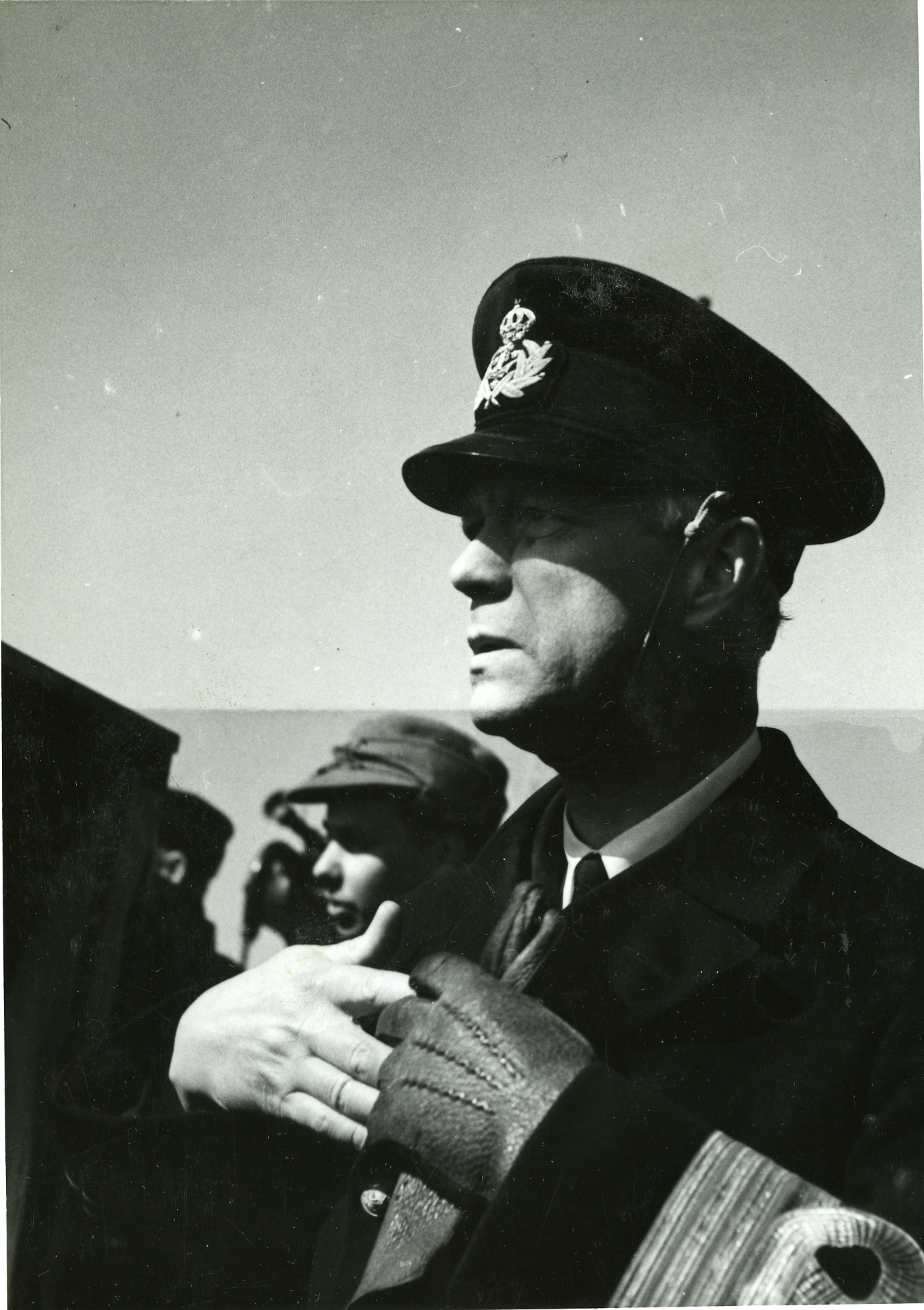
Herbert Westermark, 1943.

Johan Herbert Westermark, född 30 augusti 1891 i Stockholm, död där 29 oktober 1981, var en svensk läkare och seglare. Han var son till Frans Westermark och bror till Nils Westermark.
Westermark avlade studentexamen 1910, medicine kandidatexamen 1913 och medicine licentiatexamen 1918. Han promoverades till medicine doktor 1926.  Westermark blev marinläkare av andra graden 1918, av första graden 1920 och förste marinläkare 1936. Han var marinöverläkare och chef för marinläkarkåren 1937–1956. Westermak var ledamot av Svenska läkaresällskapets nämnd 1930–1955. Han invaldes som ledamot av Örlogsmannasällskapet 1937 och av Krigsvetenskapsakademien 1942. Westermark seglade för Kungliga Svenska Segelsällskapet. Han blev olympisk silvermedaljör i Stockholm 1912.